# Conférence de Marrakech de 2001 sur les changements climatiques
Pour les articles homonymes, voir COP 7.
 (juin 2017).
Si vous disposez d'ouvrages ou d'articles de référence ou si vous connaissez des sites web de qualité traitant du thème abordé ici, merci de compléter l'article en donnant les références utiles à sa vérifiabilité et en les liant à la section « Notes et références ».
La Conférence de Marrakech de 2001 sur les changements climatiques a eu lieu du 29 octobre au 10 novembre 2001 à Marrakech au Maroc. 
C'est la 7e conférence des parties (COP7) à la Convention-cadre des Nations Unies sur les changements climatiques (CCNUCC).

## Historique
Afin de garantir un suivi efficace des dispositions de la CCNUCC au niveau international, une conférence des parties (COP) est organisée chaque année, depuis 1995, avec la participation de tous les pays parties à cette Convention.

## Objectifs de la COP7
Après l'échec enregistré à La Haye lors de la COP6, de nombreuses questions importantes inhérentes à l'application de la Convention et du Protocole ont été renvoyées pour discussion à Marrakech : c'est ainsi que les questions liées au transfert de technologies propres, de transfert de ressources financières pour faire face aux effets néfastes attendus des changements climatiques, ou encore celles liées au respect des engagements vis-à-vis de ces deux instruments devaient être éludées.
L'intérêt de la COP7 réside également dans le fait qu'elle constitue la dernière rencontre internationale dédiée à l'environnement avant la tenue du Sommet mondial sur le développement durable en Afrique du Sud en 2002.

## Résultats de la COP7
Les principales décisions prises lors de la COP-7 sont :
- Règles opérationnelles pour les marchés internationaux d'échange d'émissions entre les parties au Protocole et pour le MDP et la mise en œuvre conjointe ;
- Un programme de conformité qui décrit les conséquences du défaut de rencontrer les objectifs en matière d'émissions, mais différée aux parties au Protocole, une fois qu'il est entré en vigueur, la décision sur ces conséquences seraient juridiquement contraignant ;
- Procédures comptables pour les mécanismes de flexibilité ;
- Une décision à considérer lors de la COP 8 comment réaliser un examen de la pertinence des engagements qui pourraient conduire à des discussions sur les engagements futurs des pays en développement.